# Zentrum für Schule und Beruf
Das Zentrum für Schule und Beruf in Bremen ist ein Verbundprojekt, das Jugendliche, deren Zukunftsperspektiven beim Übergang von der Schule ins Erwerbsleben aus unterschiedlichen Gründen unsicher sind, berät und unterstützt. Träger des zsb-bremen ist der Kreisverband Bremen des Roten Kreuzes.

## Kooperationspartner
Kooperationspartner sind mehrere bremische Institutionen und senatorische Dienststellen in Bremen:
- das Amt für Soziale Dienste,
- das Deutsche Rote Kreuz, Kreisverband Bremen e.V.
- die Allgemeine Berufsschule,
- die Senatorin für Arbeit, Frauen, Gesundheit, Jugend und Soziales,
- die Senatorin für Bildung und Wissenschaft

## Arbeitsweise und Angebote
Das Zentrum agiert an der Schnittstelle zwischen der Schule und außerschulischen Angeboten und Hilfen. Mit seinen Aktivitäten trägt es dazu bei, die Situation der Jugendlichen beim Übergang von der Schule in den Beruf zu verbessern.
Dazu werden neue, auch unkonventionelle Wege des Zugangs zu bisher schwer erreichbaren Jugendlichen beschritten. Ausgehend von den Wünschen und Fähigkeiten der Jugendlichen werden individuelle Angebote entwickelt, die ihnen bei der Entwicklung und Verwirklichung beruflicher Perspektiven helfen.
Das Kooperationsmodell verbindet nicht nur auf der theoretischen Ebene schulische Anteile mit denen der Jugendhilfe, sondern setzt diese Zusammenarbeit unmittelbar in die Praxis um. Durch diesen Ansatz können Interessen gebündelt und Ressourcen zielgerichtet eingesetzt werden.

## Zielgruppe
- Ausbildungsabbrecher
- Gering qualifizierte unversorgte Jugendliche
- Haupt- und Sonderschulabgänger ohne Abschluss
- Jugendliche Flüchtlinge und Migranten
- Schulpflichtige Mütter
- Schulverweigerer